# (466320) 2013 QO78
(466320) 2013 QO78 es un asteroide perteneciente al cinturón de asteroides, descubierto el 12 de abril de 2005 por el equipo Spacewatch desde el Observatorio Nacional de Kitt Peak (Arizona, Estados Unidos).